# Pont del 25 d'Abril
El Pont del 25 d'Abril (anteriorment conegut com a Pont de Salazar) és una pont suspès per a tràfic rodat i ferroviari que connecta la ciutat de Lisboa a la ciutat d'Almada, a Portugal. El pont travessa el riu Tajo en la part final i més estreta -el designat «gargalo do Tejo». El pont va ser construït durant la dictadura d'Oliveira Salazar i per aquesta raó antigament se la coneixia amb el nom de Pont Salazar. Quan es va produir la Revolució dels Clavells, que va instaurar la democràcia novament, el pont va passar a portar el nom del dia en què va esclatar la revolució, és a dir, el 25 d'abril. És el pont més conegut de Portugal.

## Imatges del pont

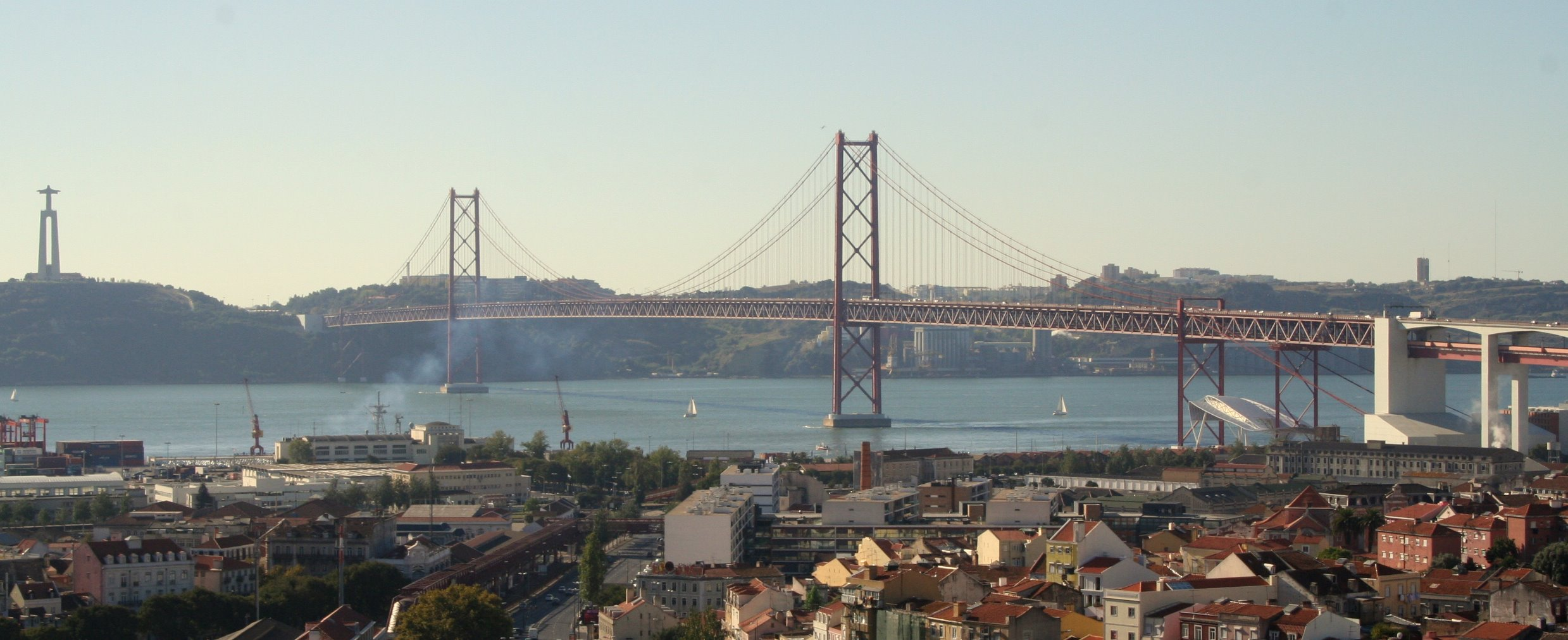
El pont sobre el Tajo vist des del Cemitério dos Prazeres (Cementiri dels Plaers).

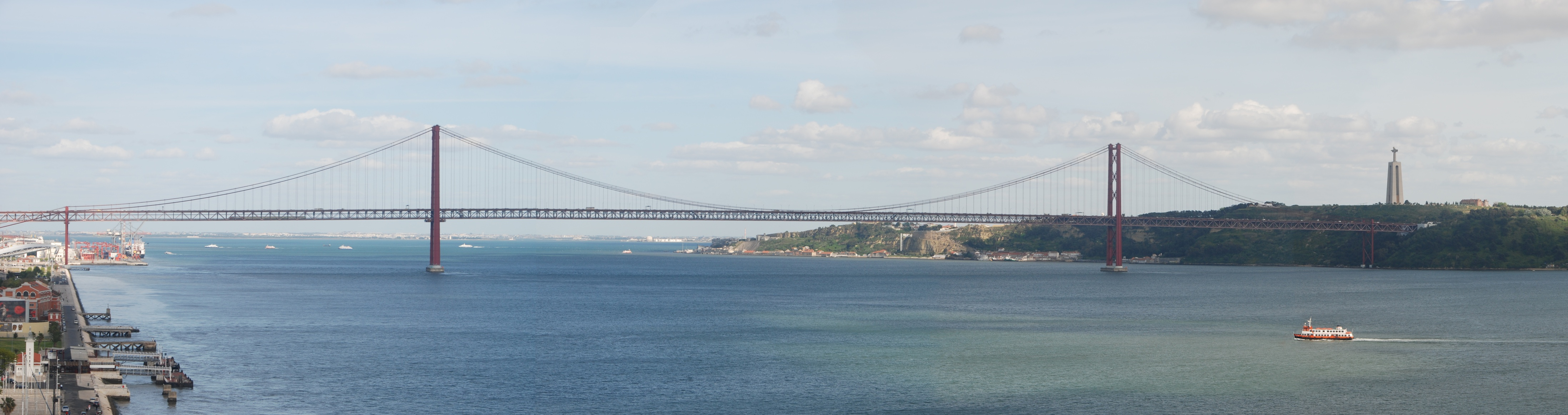
El ponte vist des de Santa Maria de Belém.

Panorama del pont vist des del Palácio das Necessidades (l'antic palau reial).